# Ivan Vuković
Pour les articles homonymes, voir Vuković.
Ivan Vuković (serbe : Иван Вуковић) (né le 9 février 1987 à Titograd en Yougoslavie, aujourd'hui Podgorica au Monténégro) est un footballeur international monténégrin.
Il a terminé meilleur buteur du championnat du Monténégro lors de la saison 2011.

## Palmarès
- Coupe de Croatie : 2013
- Coupe du Monténégro : 2015
- Champion du Monténégro : 2016